# 白田久子
白田 久子（しらた ひさこ、1982年8月17日 - ）は、日本の女優、モデル。別名、しらたひさこ。事務所はフロスからブレンデンを経て、アデッソ所属。高知県出身。

## 経歴
高知県高知市生まれ。堀越高等学校卒業後、文化学院で学ぶ。9歳上の医師の兄がいる。
1998年、スカウトが切っ掛けでテレビドラマ『美少女H』（フジテレビ）にてデビュー。当時の芸名（ミス・インターナショナルにエントリーする頃まで）は、平仮名の「しらたひさこ」だった。2003年に映画女優路線へ転向。
2006年、ミス・インターナショナル日本代表に選出され、翌2007年の世界大会に出場し、TOP15 セミファイナリスト、ミス・フォトジェニックに選ばれた。
2015年にプロゴルファーの青木龍一と結婚した。2016年2月11日、第1子妊娠を発表
。5月5日、第1子男児を出産。2017年9月20日には第2子女児を出産。
　

## 出演

### テレビドラマ
- 美少女H（1998年、フジテレビ）
- 美少女H2（1999年、フジテレビ）
- ザ・ドクター（1999年、TBS）
- 悪いオンナ「シャッフル」（2000年、TBS）
- 空のかけら（2000年、日本テレビ）
- 一絃の琴（2000年、NHK）
- ツーハンマン（2002年、テレビ朝日）
- ビギナー（2003年、フジテレビ）
- ねじれた絆〜赤ちゃん取り違え事件の真実〜（2004年、TBS）
- 恋する日曜日第3シリーズ　#6「失恋の傷の癒し方」（2007年、BS-i）

### テレビドラマ以外
- 産隆大學應援團（2005年、フジテレビ）
- 捻れた絆
- 2007年度NHKテレビ中国語会話（2007年、NHK教育）
- クイズ!紳助くん（2008年3月17日、2009年4月13日、朝日放送）
- わがまま!気まま!旅気分（BSフジ）
  - 「よくばり女子も大満足!高地に行くなら今でしょ!!」（2013年7月27日）
  - 「女子が行きたい高知へんろに触れる旅」（2014年2月15日）

### 映画
- 完全なる飼育 秘密の地下室（2003年） - 高山梨里
- 楳図かずお恐怖劇場「蟲たちの家」（2005年） - 小栗羽奈子
- 富江 REVENGE（2005年） - 須磨和江
- 双子（2005年、香港映画） - 内田淺 / 内田澪
- 爆裂都市（2005年、香港映画） - 北条真理 / ジェイド
- 忍者 / 終極忍者（2006年、香港映画） - 響
- 汚れた代紋（2007年） - バニーガール
- あらうんど四万十 ―カールニカーラン―（2015年） - 河瀬美和

### CM
- わかもと製薬　アバンビーズ
- 東洋水産 マルちゃんカップ麺
- 朝日新聞
- マクドナルド
- 東京ディズニーランド
- カルピス 桃とカルピス
- 三越百貨店 京都呉服
- SONY プレイステーション
- 中部電力
- 三貴 カメリアダイアモンド ジュエリー マキ（2007年）
- 積水ハウス（高知県限定）
- ニッカウヰスキー スーパーニッカ
- やる気スイッチのスクールIE「女性初！総理大臣誕生！」（2011年）
- ケルヒャー

### 雑誌
- Oggi
- CLASSY
- MORE
- MAQUIA
- ヴァンテーヌ

### スチール
- 富士写真フイルム
- ピップ
- LUSCA
- 資生堂　「fuente」
- T&G アーヴェリール迎賓館（姫路）
- 2012高知観光キャンペーン「リョーマの休日」

### DVD
- Pink Diamond（2008年）

### SHOW
- Girls Award（2011年）

### 舞台
- 友情 Friendship（2008年）